# Carragosa
Carragosa é uma povoação portuguesa sede da Freguesia de Carragosa do Município de Bragança, freguesia com 27,77 km² de área e 162 habitantes (censo de 2021), e, por isso, uma densidade populacional de 5,8 hab./km².

## Demografia
A população registada nos censos foi:
| Distribuição da População por Grupos Etários | Distribuição da População por Grupos Etários | Distribuição da População por Grupos Etários | Distribuição da População por Grupos Etários | Distribuição da População por Grupos Etários |
| -------------------------------------------- | -------------------------------------------- | -------------------------------------------- | -------------------------------------------- | -------------------------------------------- |
| Ano                                          | 0-14 Anos                                    | 15-24 Anos                                   | 25-64 Anos                                   | > 65 Anos                                    |
| 2001                                         | 32                                           | 45                                           | 103                                          | 80                                           |
| 2011                                         | 17                                           | 13                                           | 98                                           | 62                                           |
| 2021                                         | 14                                           | 11                                           | 83                                           | 54                                           |

## Aldeias
A Freguesia é composta por duas aldeias:
- Carragosa
- Soutelo da Gamoeda